# Stjepan Tomas
Stjepan Tomas (Bugojno, 6. ožujka 1976.) hrvatski je nogometni trener i bivši nogometaš iz Bosne i Hercegovine.  Trenutačno je trener saudijskog kluba Al-Okhdood.

## Igračka karijera

### Klupska karijara
Prvi se put javnosti predstavio igravši u pulskoj Istri tijekom sezone 1994./95. Već je naredne sezone završio u zagrebačkom Dinamu, tada neprikosnovenom vladaru 1. HNL. U tom razdoblju osvaja 5 naslova prvaka Hrvatske, 3 državna kupa i 2 puta nastupa u Ligi prvaka. Nakon razdoblja u Zagrebu nastavlja karijeru u redovima talijanske Vicenze. Nakon 2 sezone tijekom kojih igra u obje po 24 utakmice i pritom ispada u Serie B, prelazi u prvoligaški Como u kojem bilježi također 24 utakmice. Uslijedio je, potom, transfer u Tursku. 
Prvu sezonu ondje igra za Fenerbahçe S.K., a nakon toga za rivala Galatasaray. U tom razdoblju osvaja po jedan naslov prvaka (2004., 2006.) sa svakim od ta dva kluba, te s trenutnim još i kup (2005.). U Galatasarayu je tijekom svog boravka stekao veliku naklonost uprave i navijača, te zaradio nadimak No passaran iliti nema prolaza (suparnika kraj njega). Na ljeto 2007. preselio je u ruski Rubin. U FK Rubin Kazan je potpisao ugovor za dvije godine. Dana 31. siječnja 2010. Tomas je otišao u turski klub Gaziantepspor. Poslije osam mjeseca u Gaziantepspor, Tomas je otišao u Bucaspor.

### Reprezentativna karijera
Za reprezentaciju debitira 22. travnja 1998. u pobjedi 4:1 nad Poljskom. Od tad nastupa za reprezentaciju na Svjetskim prvenstvima u Japanu i Juž. Koreji, te Njemačkoj, te europskom u Portugalu. U međuvremenu, prije prijateljske utakmice s Izraelom, Zlatko Kranjčar ga je nakratko izbacio iz reprezentacije zbog povrede disciplinskih pravila, naime, zatečen je nakon 23 sata u sobi s nepoznatim maserom. Na svjetskom prvenstvu u Njemačkoj odigrao je svoju posljednju utakmicu za reprezentaciju, protiv Australije gdje je 2 puta očito igrao s rukom, i to u skoku. Zbog jednog igranja dosuđen je jedanaesterac, a zbog drugog nije. Slaven Bilić ne vidi ga u svojim planovima vezanim uz državnu vrstu.